# Pedro Pablo Vergara
Pedro Pablo Vergara Cuevas (Santiago, 30 de octubre de 1962) es un jinete chileno de rodeo. Hijo de Pedro Vergara Naretto, monarca nacional en la temporada 1975-1976.
Se coronó campeón de Chile al ganar junto a Germán Varela el Campeonato Nacional de Rodeo de 2011, montando a "Fogoso" y "Puntilla", totalizando 35 puntos y representando a la Asociación de Rodeo Chileno de O'Higgins.
A lo largo de su carrera, Vergara ha continuado participando en las temporadas de rodeo. En 2022, logró un destacado "doblete" en el Rodeo Provincial en 3 Series organizado por el Club Casablanca de la Asociación Litoral Central, obteniendo el primer lugar junto a Jaime Maruri y el segundo lugar con Clemente Maruri.
Pedro Pablo Vergara continúa siendo una figura relevante en el rodeo chileno, participando en diversas competencias y colaborando con diferentes criaderos, como el Criadero San Manuel de la Punta.

## Campeonatos nacionales
| Año  | Collera       | Caballos              | Puntaje | Asociación |
| ---- | ------------- | --------------------- | ------- | ---------- |
| 2011 | Germán Varela | "Fogoso" y "Puntilla" | 35      | O'Higgins  |